# Clarisse Agbegnenou

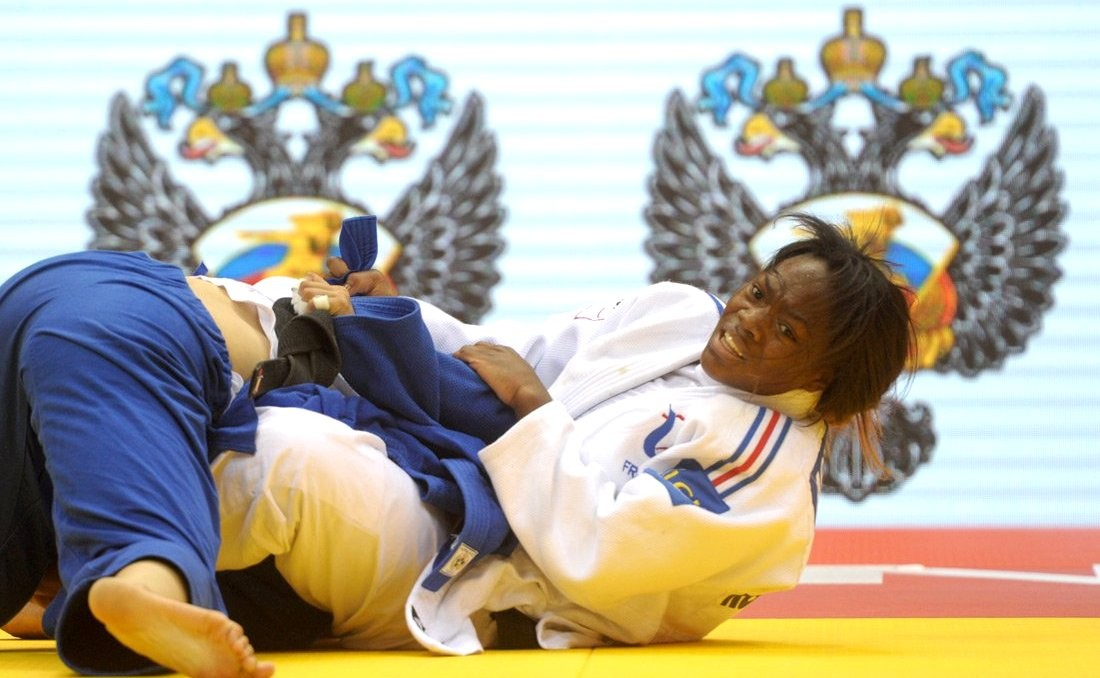
Clarisse Agbegnenou, 2014

Clarisse Agbegnenou (* 25. Oktober 1992 in Rennes) ist eine französische Judoka. Sie startete für Frankreich 2015 bei den Europaspielen und 2016 bei den Olympischen Spielen. 2016 war sie Olympiazweite und 2021 Olympiasiegerin. 2014 sowie von 2017 bis 2021 und 2023 gewann sie sechs Weltmeistertitel. Sie absolvierte die HEC Paris.

## Karriere
Sie nahm an den Judo-Europameisterschaften 2012 in Tscheljabinsk teil und startete dort in der Klasse bis 63 Kilogramm. Sie erreichte das Halbfinale und traf dort auf Yarden Gerbi aus Israel. Sie verlor den Wettkampf und gewann durch einen Sieg über Ramilə Yusubova aus Aserbaidschan die Bronzemedaille. Ein Jahr später gewann sie bei den Judo-Europameisterschaften 2013 in Budapest den Europameistertitel, nachdem sie sich im Finale gegen Marta Labasina aus Russland durchgesetzt hatte. Etwas mehr als vier Monate später verpasste sie bei den Judo-Weltmeisterschaften 2013 in Rio de Janeiro den Gewinn des Weltmeistertitels in der Klasse bis 63 Kilogramm. Im Finale musste sie sich Yarden Gerbi geschlagen geben.
Bei den Judo-Europameisterschaften 2014 in Pérols, einem Vorort von Montpellier, konnte sie ihren Europameistertitel verteidigen, nachdem sie im Finale die Slowenin Tina Trstenjak besiegte, und knapp vier Monate später wurde sie bei den Judo-Weltmeisterschaften 2014 in der Eissportarena Traktor in Tscheljabinsk Weltmeisterin. Im Finale besiegte sie Yarden Gerbi aus Israel. Für Frankreich nahm sie an den Europaspiele 2015 in Baku teil und damit auch an den Judo-Europameisterschaften 2015. Sie erreichte das Finale konnte sich dort aber nicht gegen die deutsche Martyna Trajdos durchsetzten und gewann nur Silber. Im Mannschaftswettbewerb gewann sie gemeinsam mit Laëtitia Blot, Annabelle Euranie, Marie-Ève Gahié und Madeleine Malonga die Europaspiele.
Bei den Judo-Weltmeisterschaften 2015 im Eispalast Alau in Astana erreichte sie das Finale. Dort musste sie sich Tina Trstenjak aus Slowenien geschlagen geben und konnte ihren Weltmeistertitel nicht verteidigen, Obwohl sie nicht an den Judo-Europameisterschaften 2016 teilgenommen hatte, wurde sie vom Comité National Olympique et Sportif Français für die Olympischen Spiele 2016 in Rio de Janeiro nominiert und durfte dort im Halbmittelgewicht, also in der Klasse bis 63 Kilogramm, starten. Nachdem sie sich gegen Büşra Katipoğlu, Anicka van Emden und Miku Tashiro durchsetzen konnte, traf sie im Finale auf Tina Trstenjak und musste sich ihr wie bei den Weltmeisterschaften 2015 geschlagen geben. Für ihren zweiten Platz erhielt sie am 30. November 2016 das Ritterkreuz des Ordre national du Mérite.
2017 belegte sie bei den Europameisterschaften den fünften Platz. Im Finale der Weltmeisterschaften in Budapest besiegte sie Tina Trstenjak und gewann nach 2014 ihren zweiten Titel. 2018 traf sie im Europameisterschaftsfinale erneut auf Trstenjak und erneut siegte Agbegnenou. Fünf Monate später besiegte sie im Finale der Weltmeisterschaften in Baku die Japanerin Miku Tashiro und verteidigte ihren Titel aus dem Vorjahr. Auch bei den im Rahmen der Europaspiele 2019 in Minsk ausgetragenen Europameisterschaften erreichte Agbegnenou das Finale und gewann den Titel durch einen Sieg über die Britin Alice Schlesinger. Zwei Monate später gewann sie bei den Weltmeisterschaften in Tokio das Finale gegen Miku Tashiro und damit ihren dritten Weltmeistertitel in Folge. Anfang 2020 siegte sie beim Grand Slam in Paris. Danach fanden 2020 wegen der COVID-19-Pandemie ein halbes Jahr lang keine internationalen Turniere statt. Bei den im November ausgetragenen Europameisterschaften in Prag gewann sie im Finale gegen Magdalena Krssakova aus Österreich. Im Juni 2021 gewann Agbegnenou ihren fünften Weltmeistertitel. Bei den Weltmeisterschaften in Budapest bezwang sie im Finale die Slowenin Andreja Leški. Anderthalb Monate später besiegte sie im Halbfinale der Olympischen Spiele in Tokio die Kanadierin Catherine Beauchemin-Pinard, im Finale bezwang sie Tina Trstenjak und gewann die Goldmedaille. Im Mixed-Mannschaftswettbewerb gewann die französische Mannschaft durch einen Finalsieg über die Japaner den Titel. Während der Eröffnungsfeier war sie gemeinsam mit dem Kunstturner Samir Aït Saïd die Fahnenträgerin ihrer Nation.
Nach der Geburt ihres ersten Kindes kehrte Clarisse Agbegnenou Ende 2022 auf die Judomatte zurück. Bei den Weltmeisterschaften 2023 in Doha besiegte sie auf dem Weg zu ihrem sechsten Titelgewinn im Halbfinale die Österreicherin Lubjana Piovesana und im Finale die Slowenin Andreja Leški. Im Mai 2024 bei den Weltmeisterschaften in Abu Dhabi verlor Agbegnenou im Viertelfinale gegen die Kanadierin Catherine Beauchemin-Pinard. Den Kampf um Bronze gewann sie gegen Andreja Leški.
Bei den Olympischen Spielen 2024 in Paris bezwang Clarisse Agbegnenou in den Qualifikationsrunden die Israeli Gili Sharir und die Brasilianerin Ketleyn Quadros. Im Viertelfinale besiegte sie die Kosovarin Laura Fazliu. Im Halbfinale wurde sie jedoch von der Slowenin Andreja Leški die später die Goldmedaille gewann. Gegen die Österreicherin Lubjana Piovesana holte sie die Bronzemedaille. Im Team gewann sie Gold.